# Адлерберг, Юлия Фёдоровна
Юлия Фёдоровна Адлербе́рг (урожд. Багговут; швед. Anna Charlotta Juliana Adlerberg; нем. Anna Charlotte Juliana von Adlerberg; 1760—1839) — начальница Смольного института благородных девиц в 1802—1839 годах, статс-дама российского императорского двора.

## Биография
Происходит из Багговутов — дворянского рода норвежского происхождения. 
Отец - Фредрик Вильгельм фон Багговут (1726-1785).
Мать -  Шарлотта Элеонора фон Розенталь (1743-1768).
Родилась в Ревеле 15 (26) октября 1760 года. 
С 1797 года состояла воспитательницей при младших сыновьях императора Павла I великих князьях Николае и Михаиле Павловичах.
12 (24) апреля 1802 года получила должность начальницы Смольного института благородных девиц.
24 февраля (8 марта) 1824 года была пожалована в статс-дамы, 24 апреля (6 мая) того же года получила орден Святой Екатерины 2-й степени, а 22 июля (3 августа) 1835 года — орден Святой Екатерины 1-й степени.
Умерла 20 сентября (2 октября) 1839 года в Санкт-Петербурге. Похоронена на Волковом лютеранском кладбище. Могила утрачена.
В честь Ю. Ф. Адлерберг сквер перед зданием Смольного в Санкт-Петербурге носил имя Адлербергского сквера.

## Семья
У Юлии Федоровны было четыре брата и две сестры:
- Федор Федорович (Фридрих-Вильгельм) (1751—1810) — советник суда, сыновья Александр и Карл
- Владимир Федорович (Эдуард Вольдемар Фердинанд)  (1752-1816) — государственный советник.
- Гертруда Доротея (1753-1821) - замужем не была, потомства не оставила
- Карл Федорович (Карл-Густав) (1761-1812)-  был женат на Маргарете Элизабет (Елизавете Яковлевне) фон Фок. Брак был бездетным.
- Иван Федорович (Иоанн Мориц) (1764-1814) — полковник, женат.
- Элизавета Елена (1765—1794) — замужем за Фредриком Рейнхольдом фон Будденброком.

## Брак и дети
25 сентября (6 октября) 1785 года вышла замуж за полковника Густава-Фридриха (Фёдора Яковлевича) Адлерберга, который женился на ней вторым браком. Овдовела в 1794 году.
В браке родилось двое детей: 
- Юлия (Доротея Елена Юлиана) (1789—1864) — статс-дама, гофмейстерина, родоначальница графской линии Барановых, воспитательница дочерей Николая I ; была замужем за действительным статским советником Т. О. Барановым.
- Владимир (Эдуард Фердинанд) (1791—1884) — граф, генерал-адъютант, генерал от инфантерии.

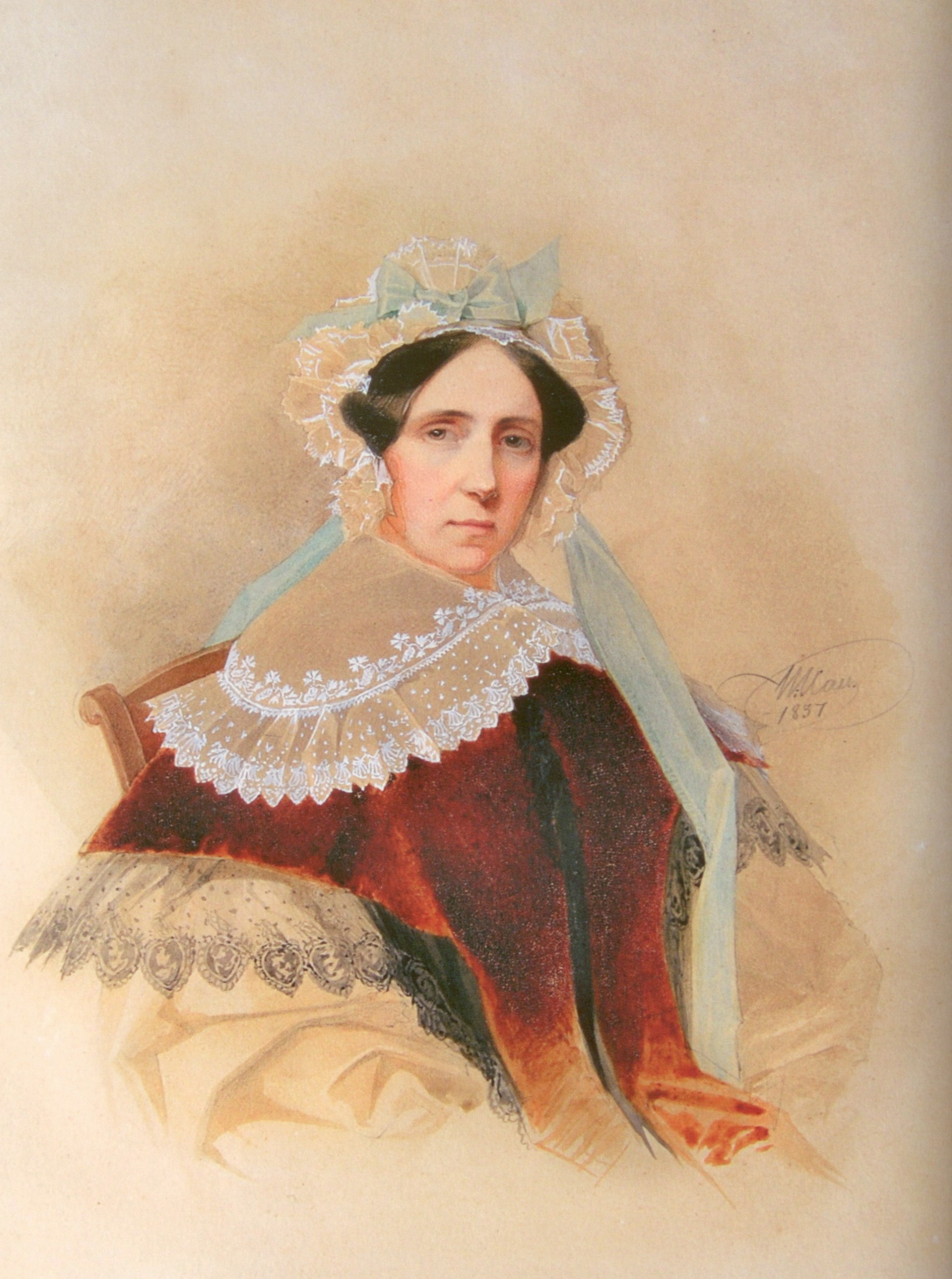
Юлия Баранова
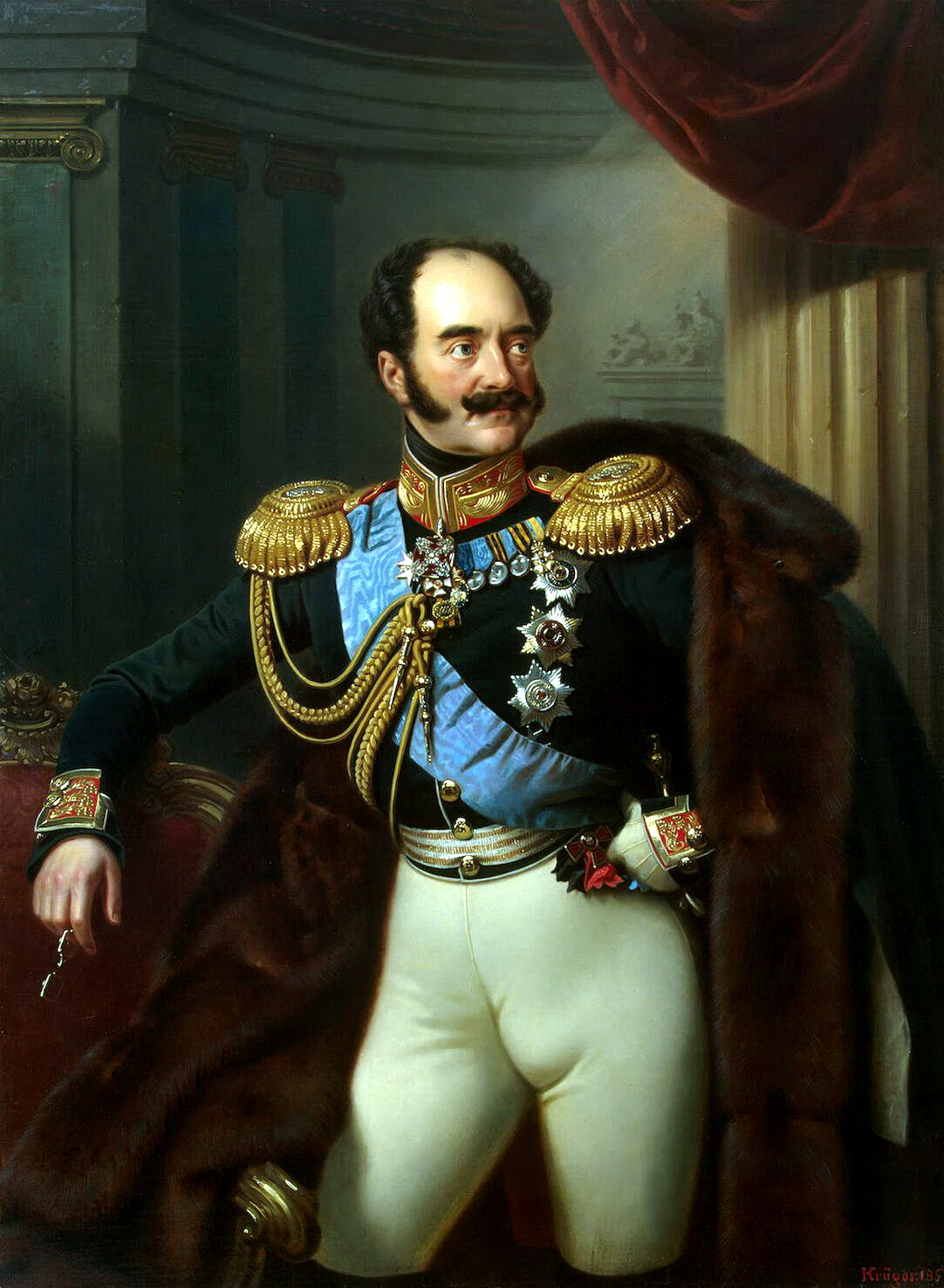
Владимир Адлерберг